# 4113 Rascana
4113 Rascana (1982 BQ) là một tiểu hành tinh vành đai chính được phát hiện ngày 18 tháng 1 năm 1982 bởi Edward L. G. Bowell ở Flagstaff.